# 海布里
海布里（英語：Highbury）是英國倫敦的一個地區，在行政區劃上屬於伊斯林頓倫敦自治市。海布里是阿森納足球俱樂部的前主場球場海布里球場的所在地。1913年，阿森納將其主場搬遷至海布里。 